# Gesneriaceae
Gesneriaceae Rich. & Juss. ex DC. é uma família taxonômica de plantas angiospermas da ordem Lamiales, que apresenta 175 gêneros e cerca de 3.810 espécies. Algumas das espécies mais conhecidas desse grupo taxonômico são Gloxinia e Saintpaula, também conhecida como violeta-africana. Suas espécies possuem formas de arbusto, subarbusto, erva ou liana, e apresentam distribuição pantropical e pansubtropical. No Brasil existem 28 gêneros taxonômicos, dos quais oito são endêmicos, compreendendo 221 espécies.
Sinonímia: Belloniaceae, Besleriaceae, Cyrtandraceae, Didymocarpaceae, Ramondaceae.

## Etimologia
O nome Gesneria é uma homenagem ao naturalista e filósofo suíço Konrad Gebner (Conradus Gesnerius, 1516-1565).  

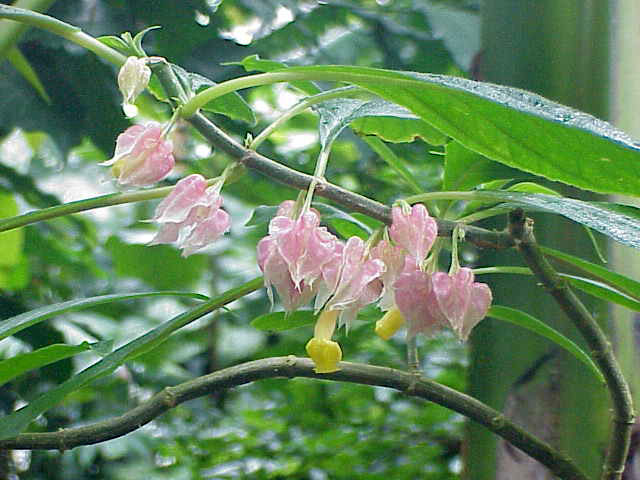
Drymonia sp.

## Adaptações

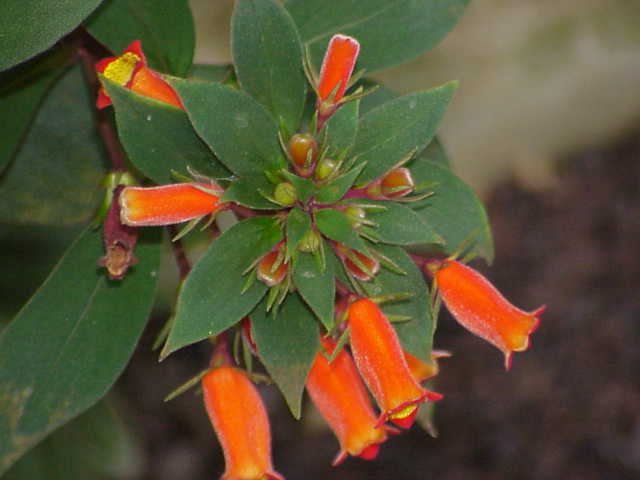
Gloxinia sp.

Alguns gêneros da Ásia (e.g. Aeschynanthus) e Américas (e.g. Sarmienta repens)  apresentam um estilo de vida epifítico. Outras espécies crescem sobre rochas (e.g. Aeschynanthus), obtendo suporte físico e nutrientes ao se relacionarem com os musgos que se desenvolvem nesse mesmo habitat. Outros inclusive apresentam hábitos hemiepifíticos (e.g. Mitraria coccinea, Asteranthera ovata), rupícola e terrícola. Muitas dessas espécies inclusive toleram grande intensidade luminosa. Nas regiões montanhosas da Europa várias espécies crescem em grandes altitudes, tolerando invernos frios sob a cobertura de neve.

## Morfologia
A família é caracterizada por flores bissexuais, zigomorfas, raramente actinomorfas, e diclamídeas, protândricas, ressupinadas ou não; corolas bi ou tri labiadas com quatro ou cinco pétalas fundidas, gamopétala; cálice com cinco lobos (sépalas), pouco unidas na base, às vezes até 1/3 ou quase a 1/2 do comprimento, verdes ou coloridas, inteiras ou dentadas, gamossépalo ou dialissépalo. Possui quatro estames, incluso, raramente exsertos, epipétalos, ocasionalmente estéreis (estaminódio); estilete simples, estigma estomatomórfico ou bilobado. Anteras conadas, rimosas, epipétalos, em números de dois ou mais (raramente cinco), basifixa ou dorsifixa; ovário superior ou inferior com uma única câmara, bicarpelar, pluriovulados; placentação parietal ou semi-parietal (e.g. Sanango).  

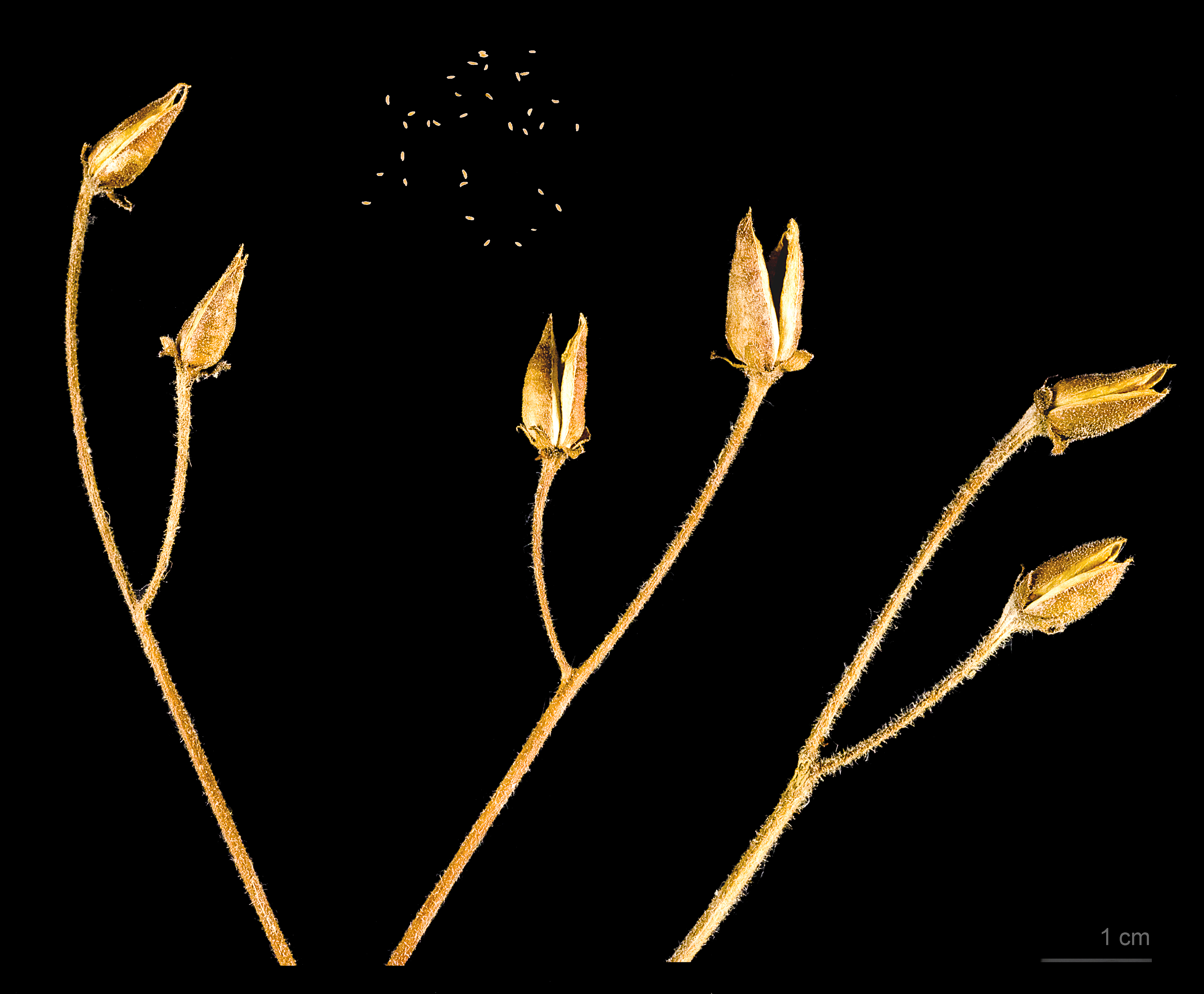
Ramonda myconi: Os frutos são cápsulas secas e deiscentes.

Algumas espécies apresentam raízes fibrosas, outras raízes tuberosas ou mesmo rizomas. O caule herbáceo ou lenhoso, ereto, escandente ou pendente. As folhas simples são opostas ou verticiladas, sem estípulas, com margens inteiras ou serrilhadas, pecioladas ou subsésseis, cobertas, ou não, por densos pelos. As inflorescências são folhosas ou brácteas; tirsos indeterminados com cortes axilares pareados, que às vezes são reduzidos a uma única flor, porém algumas flores não apresentam essa característica. As frutas são bagas ou cápsulas com numerosas sementes deiscentes ou indeiscentes.

## Filogenia e Evolução
Acredita-se que a subfamília Gesnerioidea tenha se diversificado entre 43 e 45 milhões de anos atrás. Gesneriaceae já foi dividida em duas famílias, a Gesneriaceae predominantemente neotropical e Didymocarpaceae palaeotropical (i.e. com ocorrência na África e Ásia tropical), devido principalmente a distinções na posição do ovário. Essas famílias foram agrupadas no final do século XIX.
Recentemente estudos moleculares com a família Scrophulariaceae propuseram que Calceolaria, Jovellana, Peltanthera e Sanango são espécies pertencente a Gesneriaceae. Em uma das revisões mais recentes baseadas em filogenia molecular, foram reconhecidos três subfamílias em Gesneriaceae: Sanangoideae, Gesnerioideae e Didymocarpoideae.  
Alguns estudos bioquímicos indicam uma relação entre Plocospermataceae e Gesneriaceae, pois as duas famílias compartilham alguns compostos químicos como o “cornoside”, o qual também é encontrado em Tetrachondraceae.
Outros estudos sistemáticos mostraram que Gesneriaceae não é um grupo relacionado com os demais da ordem Lamiales, porém recentemente foi sugerida uma relação de grupo-irmão de Gesneriaceae com Calceolariaceae.
Vulgarmente, Gesneriaceae é dividida em três grupos com base nos caracteres morfológicos de suas raízes (i.e. rizomatoso, tuberoso ou “fibroso”, embora todas as Gesneriaceae tenham raízes fibrosas).

## Distribuição Geográfica
A distribuição de Gesneriaceae é pantropical e pansubtropical, estando presentes especialmente em áreas tropicais montanhosas, com poucos espécimes em zonas temperadas. Os espécimes se distribuem na América do Sul temperada, no sul da Europa e norte da China.
No Brasil a família tem ocorrência confirmada em todos os estados, nos domínios fitogeográficos Amazônia, Caatinga, Cerrado, Mata Atlântica e Pampa.

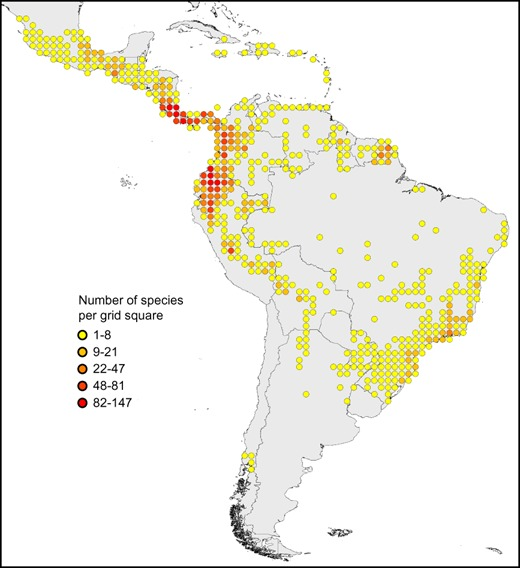

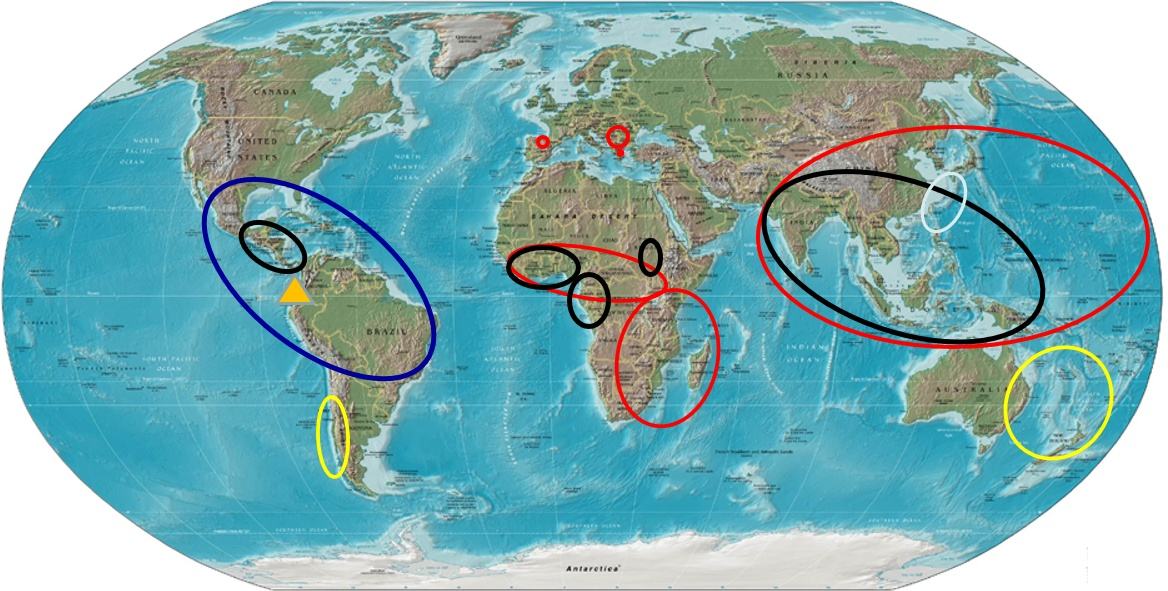
Distribuição de Gesneriaceae: [triângulos] Sanangoideae, [elipse branca] Gesnerioideae-Titanotricheae; [elipse amarela] Gesnerioideae-Coronanthereae; [elipse azul] Gesnerioideae-Beslerieae+Napeantheae+Gesnerieae (“Core Gesnerioideae”); [elipse preta] Didymocarpoideae-Epithemateae; [elipse vermelha] Didymocarpeae-Trichosporeae.

| Distribuição e riqueza de espécies de Gesneriaceae no Novo Mundo com base em 48.000 ocorrências compiladas a partir do portal de dados do GBIF (http://data.gbif.org, novembro de 2011), Perret et al. (2006) e dados não publicados (A. Chautems). Observe a distribuição centrada nos Andes com uma concentração de espécies no norte dos Andes e na América Central e o centro secundário de diversidade na floresta atlântica brasileira. Ocorrências nos Andes temperados do Chile correspondem a espécies de Coronanthereae. |

## Usos
Muitas espécies usadas na ornamentação horticultural em casas e jardins. As espécies mais comuns são: Calceolaria cana, C. corymbosa, C. crenatiflora, Sinningia speciosa, Streptocarpus ionanthus e S. rexii. Outros gêneros incluem: Achimenes, Aeschynanthus, Columnea, Episcia, Haberlea, Jovellana, Kohleria, Nematanthus, Petrocosmea, Primulina, Ramonda e Smithiantha.

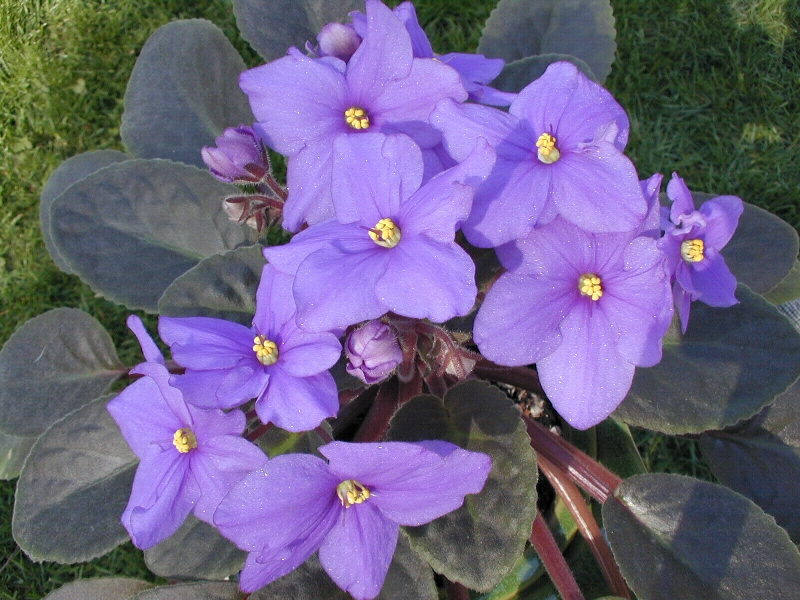
Violeta africana.

## Gêneros
| - Acanthonema - Achimenes - Aeschynanthus - Agalmyla - Allocheilos - Alloplectus - Allostigma - Alsobia - Ancylostemon - Anetanthus - Anna - Anodiscus - Asteranthera - Beccarinda - Bellonia - Besleria - Boea - Boeica - Bournea - Briggsia - Briggsiopsis - Bucinellina - Calcareoboea - Capanea - Cathayanthe - Championia - Chirita - Chiritopsis - Chrysothemis - Cobananthus - Codonanthe - Codonanthopsis - Colpogyne - Columnea - Conandron - Corallodiscus - Coronanthera - Corytoplectus - Cremosperma - Cubitanthus - Crantzia | - Cyrtandra - Dalbergaria - Dayaoshania - Deinocheilos - Depanthus - Diastema - Dichrotrichum - Didissandra - Didymocarpus - Didymostigma - Diplolegnon - Dolicholoma - Drymonia - Episcia - Epithema - Eucodonia - Fieldia - Gasteranthus - Gesneria - Glossoloma - Gloxinella - Gloxinia - Gloxiniopsis - Goyazia - Gyrocheilos - Gyrogyne - Haberlea - Hemiboea - Hemiboeopsis - Henckelia - Heppiella - Hexatheca - Hygea - Isometrum - Jancaea - Jerdonia - Koellikeria - Kohleria - Kohlerianthus - Lagarosolen - Lembocarpus | - Lenbrassia - Leptobaea - Lietzia - Linnaeopsis - Loxocarpus - Loxonia - Loxostigma - Lysionotus - Mandirola - Metabriggsia - Metapetrocosmea - Micraeschynanthus - Mitraria - Monophyllaea - Monopyle - Moussonia - Napeanthus - Nautilocalyx - Negria - Nematanthus - Neomortonia - Niphaea - Nodonema - Nomopyle - Oerstedina - Opithandra - Orchadocarpa - Oreocharis - Ornithoboea - Oxychlamys - Paliavana - Paraboea - Paradrymonia - Parakohleria - Pearcea - Petrocodon - Pentadenia - Petrocosmea - Pheidonocarpa - Phinaea - Phyllobaea | - Phylloboea - Platyadenia - Platystemma - Primulina - Protocyrtandra - Pseudochirita - Ramonda - Raphiocarpus - Reldia - Resia - Rhabdothamnopsis - Rhabdothamnus - Rhoogeton - Rhynchoglossum - Rhynchotoechum - Rhytidophyllum - Rufodorsia - Sarmienta - Saintpaulia - Schistolobos - Schizoboea - Seemannia - Sepikea - Sinningia - Smithiantha - Solenophora - Sphaerorrhiza - Stauranthera - Streptocarpus - Tengia - Tetraphyllum - Thamnocharis - Titanotrichum - Trachystigma - Tremacron - Trichantha - Trisepalum - Tylopsacas - Vanhouttea - Whytockia |

## Ligações Externas
- «Informação sobre Lamiales - Angiosperm Phylogeny Website» (em inglês)
- «Chave de identificação de famílias de angiospérmicas» (em inglês)
- «Imagens e descrição de famílias de angiospérmicas - segundo sistema Cronquist» (em inglês)